# Anacardium microsepalum
Anacardium microsepalum é uma espécie de plantas com flores. Foi descrito pela primeira vez por Ludwig Eduard Loesener. Anacardium microsepalum pertence ao gênero Anacardium, e família Anacardiaceae.
Este tipo de planta pode ser encontrada em:
- Colômbia
  - Amazonas
  - Departamento de Caquetá
- norte do Brasil
  - Pará
  - Amazonas
  - Rondônia

Não há tipos listados como este.